# Rubanka (obwód czernihowski)
Rubanka (ukr. Рубанка) – wieś na Ukrainie, w obwodzie czernihowskim, w rejonie czernihowskim, w hromadzie Dmytriwka. W 2001 liczyła 706 mieszkańców, spośród których 696 wskazało jako ojczysty język ukraiński, 8 rosyjski, 1 białoruski, a 1 inny.